# Rick Kruys
Rick Kruys, né le 9 mai 1985 à Utrecht aux Pays-Bas, est un footballeur et entraîneur néerlandais qui joue au poste de milieu central. Il est actuellement en poste au FC Volendam.

## Biographie

### Carrière de joueur
Né à Utrecht aux Pays-Bas, Rick Kruys est notamment formé par le club de sa ville natale, le FC Utrecht, où il commence également sa carrière professionnelle. Il joue son premier match le 30 novembre 2003, lors d'une rencontre de championnat face au Roda JC. Il entre en jeu à la place de Hans van de Haar (en) lors de cette rencontre remportée par son équipe sur le score de trois buts à un.
Il découvre la coupe d'Europe avec Utrecht, jouant son premier match lors d'une rencontre de coupe UEFA contre le FK Austria Vienne le 16 décembre 2004. Il entre en jeu à la place de David di Tommaso lors de cette rencontre perdue par son équipe sur le score de deux buts à un.
Après cinq ans et plus de cent matchs au FC Utrecht, Rick Kruys rejoint la Suède le 25 juillet 2008 pour s'engager en faveur du Malmö FF. Il signe un contrat de quatre ans et demi.
Le 13 juillet 2012, Rick Kruys s'engage en faveur de l'Excelsior Rotterdam.

### Carrière d'entraîneur
Après sa carrière de joueur, Rick Kruys devient entraîneur. Le 2 janvier 2018 il devient entraîneur adjoint au FC Utrecht pour aider le nouvel entraîneur principal Jean-Paul de Jong, qu'il a connu comme coéquipier à Utrecht justement. Marinus Dijkhuizen, qui a entraîné Kruys à l'Excelsior Rotterdam est également nommé entraîneur adjoint en même temps que lui. Le 25 mai 2018, alors que son contrat expire en juin 2019, Kruys prolonge en tant qu'entraîneur adjoint, il est alors lié au club jusqu'en juin 2023.
Le 16 juin 2022, Rick Kruys est nommé entraîneur principal du VVV Venlo, club avec lequel il signe un contrat de deux ans. Il succède ainsi à Jos Luhukay.
En mars 2024, Kruys annonce qu'il ne prolongera pas avec le VVV Venlo, et quittera ainsi son poste à expiration de son contrat, à la fin de la saison.
Après deux saisons au VVV Venlo, Rick Kruys devient l'entraîneur principal du FC Volendam. Il signe un contrat de deux saisons le 4 juin 2024 et succède à Regillio Simons.